# Anadabijou
Anadabijou (mort vers 1611) était un chef innu de la région de Tadoussac à la fin du XVIe et au début du XVIIe siècle.
À titre d'hôte de la Grande Tabagie de Tadoussac, Anadabijou a joué un rôle déterminant dans l'établissement de la Grande Alliance de 1603 entre la France et les nations autochtones de la vallée du Saint-Laurent, qui a mené à la création d'une colonie française permanente à Québec en 1608. Par conséquent, l'historien Mathieu d'Avignon estime qu'Anadabijou devrait être reconnu comme l'un des cofondateurs de la Nouvelle-France, au même titre que François Gravé du Pont (ou Pont-Gravé) et Samuel de Champlain (ses interlocuteurs en 1603), que Pierre Dugua de Mons ou que le roi Henri IV.
Outre le récit Des Sauvages, compilé par Samuel de Champlain après son retour en France, les sources préservent cependant très peu de traces d'Anadabijou. L'historien Alain Beaulieu note que cette situation n'est pas rare puisque les Autochtones restent souvent anonymes dans les sources françaises du XVIIe siècle.

## Biographie

### Enfance et formation
Le nom d'Anadabijou signifie « le premier homme ». Les sources ne préservent aucune information au sujet de sa naissance et de sa jeunesse. Son statut de chef, ainsi que la présence dans les récits de Champlain de mentions des fils adultes d'Anadabijou en 1611 et en 1622, suggèrent cependant que celui-ci était déjà un homme d'âge mur en 1603.

### Avant la Grande Alliance

#### Chef des Innus de Tadoussac

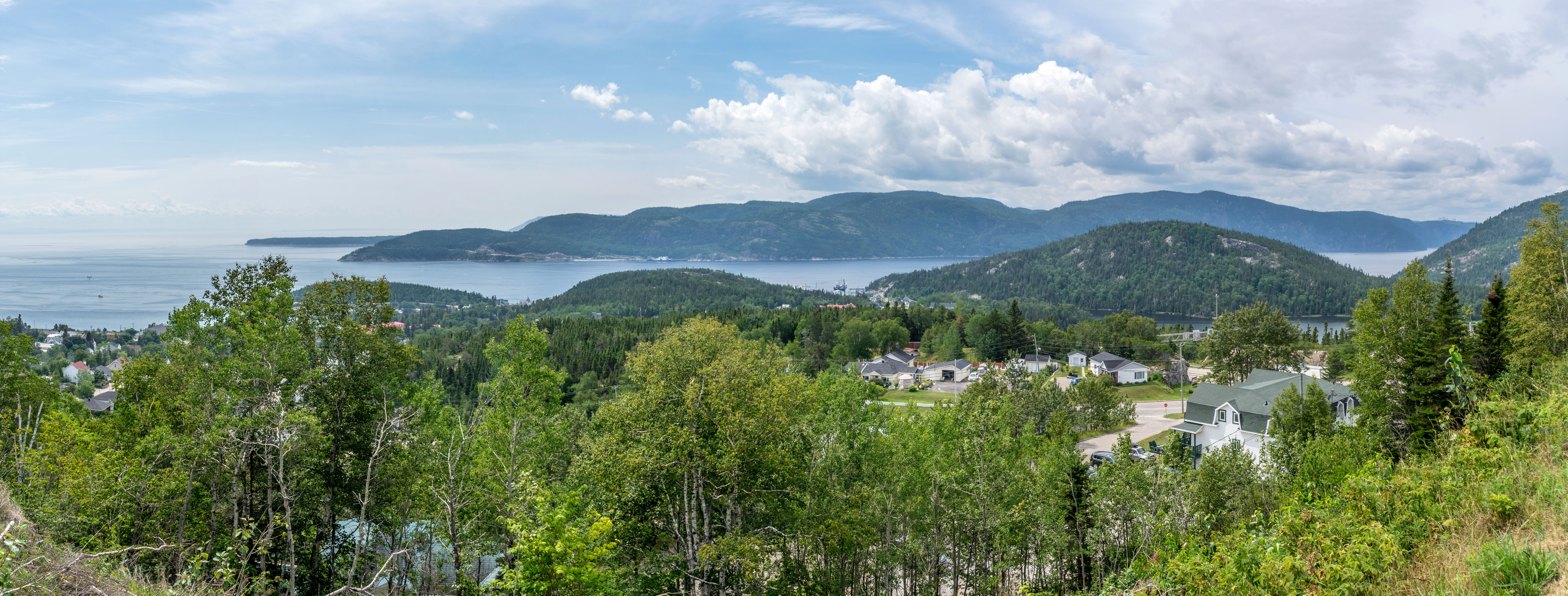
Panorama de Tadoussac, au confluent de la rivière Saguenay et du fleuve Saint-Laurent.

Anadabijou devient chef de la bande innue de Tadoussac à une date indéterminée, mais qui précède la fondation d'une colonie française éphémère dans la région par Pierre Chauvin de Tonnetuit en 1600.
Située au confluent de la rivière Saguenay et du fleuve Saint-Laurent, à la limite des forêts boréales et des terres cultivables, Tadoussac constitue un lieu commercial privilégié pour les nations autochtones selon l'historienne Olive P. Dickason. Les Innus contrôlent l'endroit et s'imposent comme intermédiaires entre les Européens qui viennent acheter des fourrures et les peuples qui piègent les animaux plus à l'intérieur du continent, jusqu'à la baie James et aux Grands Lacs. À titre de chef des Innus de Tadoussac, Anadabijou jouit donc d'un prestige considérable.
Samuel de Champlain, qui rencontre Anadabijou à Tadoussac en 1603, l'identifie comme le « grand sagamo » du Canada, c'est-à-dire le chef suprême de tous les Autochtones. L'anthropologue Serge Bouchard estime cependant que Champlain commet une erreur en projetant sur la société innue les structures hiérarchiques des monarchies européennes avec lesquelles il est familier : Anadabijou serait plutôt un guide ou un meneur, qui inspire le respect par sa perspicacité, sa générosité, son courage et son éloquence au lieu d'imposer ses décisions de façon autoritaire. Ces mêmes qualités lui attirent l'estime non seulement des autres bandes innues, mais aussi de nations autochtones alliées comme les Anishinabeg (Algonquins) et les Wolastoqiyik (Malécites ou Etchemins dans les sources d'époque), qui sont présentes lors de sa rencontre avec Pont-Gravé et Champlain.

#### Les guerres contre les Iroquois (Haudenosaunee)
Anadabijou joue un rôle important dans les guerres qui opposent les nations autochtones de la vallée laurentienne aux Cinq Nations de la confédération iroquoise, avant la conclusion de la Grande Alliance de 1603. Ces guerres, envenimées par les intérêts économiques opposés des deux camps qui souhaitent contrôler la traite des fourrures avec les Européens, durent au moins depuis les années 1570. Selon la tradition orale innue, les Iroquois auraient repoussé les Innus jusque dans les régions subarctiques avant même l'arrivée des Européens.

#### L'expédition de Chauvin
En 1600, Anadabijou permet à Pierre de Chauvin de Tonnetuit d'installer une colonie française à Tadoussac. Cette colonie est cependant abandonnée après un hiver difficile. Deux jeunes Innus de la bande d'Anadabijou s'embarquent alors pour la France en compagnie de Pont-Gravé pour visiter le pays et servir d'interprètes à leur retour. Selon Camil Girard et Jacques Kurtness, il s'agit d'une preuve de l'importance que les Innus accordent à l'alliance naissante avec la France.

### La Grande Alliance de 1603
« [...] ledit grand sagamo Anadabijou […] commença à prendre du pétun et à en donner au dit sieur du Pont-Gravé de Saint-Malo et à moi, et à quelques autres sagamos qui étaient auprès de lui. Ayant bien pétuné, il commença à faire sa harangue à tous, en parlant posément, s’arrêtant quelquefois un peu, et puis il reprenait sa parole, en leur disant que véritablement ils devaient être fort contents d’avoir sa dite Majesté pour grand ami. Ils répondirent tous d’une voix : « Ho, ho, ho », c’est-à-dire « Oui, oui. » Lui, continuant toujours sa dite harangue, dit qu’il était fort aise que sa dite Majesté peuplât leur terre et fît la guerre à leurs ennemis, qu’il n’y avait nation au monde à qui ils voulussent plus de bien qu’aux Français. Enfin, il leur fit entendre à tous le bien et l’utilité qu’ils pourraient recevoir de sa dite Majesté. »

Carte des territoires traditionnels innus.

Le 27 mai 1603, Anadabijou est l'hôte d'une tabagie qui célèbre une victoire militaire des Innus et de leurs alliés contre les Iroquois, sur la pointe aux Alouettes dans l'actuelle municipalité de Baie-Sainte-Catherine, à proximité de Tadoussac. Deux Français, François Gravé du Pont (ou Pont-Gravé) et Samuel de Champlain, se présentent à lui accompagnés des deux jeunes Innus que Pont-Gravé avait amenés en France après l'abandon de la colonie fondée en 1600 par Pierre de Chauvin. Anadabijou connaît bien Pont-Gravé, qui visite fréquemment la vallée du Saint-Laurent pour y effectuer la traite des fourrures depuis la fin des années 1570. En pétunant (c'est-à-dire en fumant du tabac) avec ses visiteurs, Anadabijou accepte « d'ouvrir un lieu de contact où le partage et la communication sont possibles », selon les termes employés par Jean-François Dumouchel. Anadabijou et Pont-Gravé concluent par la suite une alliance « à la manière du pays » en échangeant discours et cadeaux et en partageant un festin, une procédure rituelle indispensable pour valider une alliance aux yeux des Autochtones selon l'historienne Olive P. Dickason. Cette alliance confirme la position des Innus en tant que principaux partenaires des Français dans le commerce des fourrures.
Pendant les négociations, les Français proposent à Anadabijou de l'aider à faire la paix avec les Iroquois ou, si cela est impossible, de l'aider à les vaincre. L'historiographie québécoise affirme qu'Anadabijou, qui est en position de force, écarte l'option pacifique et exige une participation militaire française aux guerres de l'alliance. C'est pour se plier à la volonté de ses alliés autochtones que Champlain aurait fait campagne à trois reprises entre 1609 et 1616. Selon la tradition orale innue, c'est cependant la dimension économique de l'alliance qui est la plus importante ; lorsque les Français contournent les Innus en canalisant la traite des fourrures à Québec plutôt qu'à Tadoussac, ils se sentent floués.
Le 9 juin, lors d'une seconde fête, Anadabijou renforce son alliance avec les Algonquins (Anishinabeg) en leur offrant de la nourriture séchée et des biens d'origine française : armes, ornements et outils de cuisine. Il semble aussi qu'il permette aux Algonquins de commercer directement avec les Français à Tadoussac sans passer par l'intermédiaire des Innus ; selon l'ethnohistorien Bruce Trigger, il s'impose ainsi de facto comme celui qui contrôle l'accès aux Français, tout en sacrifiant très peu puisque les Innus obtiennent déjà toutes les fourrures dont ils ont besoin pour s'approvisionner en produits français auprès de leurs partenaires de l'intérieur.

### Autres échanges avec Samuel de Champlain
Au cours des rencontres du 27 mai et du 9 juin 1603, Anadabijou raconte à Champlain deux légendes de son peuple. La première, telle qu'interprétée et rapportée par Champlain, met en scène le voyage de cinq hommes qui rencontrent Dieu ; quatre d'entre eux sont changés en pierres ou en bâtons après avoir désobéi à Dieu, qui leur interdisait d'aller plus loin, tandis que celui qui obéit reçoit une récompense. Dans la seconde, Dieu remet un calumet de paix à un chef et celui-ci protège le peuple de la famine tant et aussi longtemps que le chef en prend soin. La première légende démontre la dimension surnaturelle du lien entre les Innus et la terre, protégée par les esprits ; la seconde, l'aspect sacré des alliances entre les peuples, dont celle qui vient d'être conclue avec les Français, parce que les esprits en sont partie prenante.
Les mythes qu'Anadabijou raconte à Champlain circulent au sein du lectorat français pendant au moins trois décennies, grâce à de multiples réimpressions et reprises par d'autres auteurs, dont Marc Lescarbot (Histoire de la Nouvelle-France, 1609) et le frère récollet Gabriel Sagard (Le Grand voyage au pays des Hurons, 1632 ; Histoire du Canada, 1636).

### Après 1603
En 1607, un contingent innu se joint à une expédition militaire des Mi'kmaq et des Malécites qui vont combattre les Almouchiquois à la baie de Chouacouet, dans l'actuel État du Maine. L'historien Victor Tremblay cite un poème de Marc Lescarbot pour affirmer qu'Anadabijou mène ce contingent.
Entre 1606 et 1610, des Autochtones apportent, dans la région du golfe du Maine, des biens de commerce français qu'ils ont acquis auprès d'un certain Anadabis ou Anadabiion, après avoir voyagé vers le nord pendant 50 jours pour atteindre son territoire. Selon Bruce J. Bourke et Ruth Holmes Whitehead, il s'agit clairement d'une transcription erronée du nom d'Anadabijou, qui agirait donc encore comme intermédiaire dans le commerce entre les Français et les autres peuples autochtones à cette date.
En 1608, Anadabijou permet à Samuel de Champlain de fonder une colonie permanente à Québec. Le site est alors à la limite sud du territoire des Innus et, selon Serge Bouchard, Anadabijou considère sans doute que la présence française consolidera la position de son peuple en tant qu'intermédiaire commercial entre l'Europe et l'Amérique.

### Mort
Anadabijou est vraisemblablement mort à l'hiver ou au printemps de 1611. Le 12 juillet de cette même année, Champlain assiste à une rencontre entre des Anishinabeg et l'un des fils d'Anadabijou, à qui ils offrent des cadeaux pour le consoler de la mort récente de son père.
Plus tard, un autre fils d'Anadabijou (et son successeur), Miristou, rappellera à Champlain que son père avait joué un rôle important dans le maintien des bonnes relations entre les différentes nations autochtones de l'alliance laurentienne et entre celles-ci et les Français.

## Commémoration
Le mont Anadabijou (48° 34′ 44″ N, 69° 35′ 15″ O), situé dans la région administrative de la Côte-Nord (municipalité régionale de comté de La Haute-Côte-Nord, territoire non organisé de Lac-au-Brochet) a été baptisé en l'honneur d'Anadabijou en 1999.
Le 24 mai 2003, une sculpture monumentale d'environ 6 × 5 × 3 m est inaugurée à Baie-Sainte-Catherine. Réalisée par Pierre Bourgault et Christophe Fontaine (ce dernier est un Innu de la Côte-Nord), l’œuvre représente un panache d'orignal stylisé en aluminium et commémore le 400e anniversaire de la rencontre entre Anadabijou, Pont-Gravé et Champlain dans la région de Tadoussac.
En 2008, Pierre Bourgault et Guy Sioui Durand installent la sculpture flottante La grande croix de farine, ou ce que Champlain n’avait pas dit à Anadabijou dans le bassin Louise à Québec. Cette œuvre rappelle, selon Sioui Durand, les traités non respectés.